# Jani Salo
Jani Salo (* 1974) ist ein ehemaliger finnischer Skispringer.
Salo gab am 29. Februar 1992 in Lahti sein Debüt im Skisprung-Weltcup. Zwei Wochen später gewann er bei der Junioren-Weltmeisterschaft 1992 in Vuokatti im Teamspringen gemeinsam mit Olli Happonen, Janne Väätäinen und Toni Nieminen die Goldmedaille. Ab 1993 startete Salo im Skisprung-Continental-Cup. Zusätzlich startete er regelmäßig bei Weltcup-Springen in Finnland im Rahmen der nationalen Gruppe. Dabei erreichte er am 29. Januar 1995 mit dem 22. Platz in Lahti seine ersten und einzigen Weltcup-Punkte. Mit diesen Punkten beendete er die Weltcup-Saison 1994/95 auf dem 82. Platz in der Weltcup-Gesamtwertung. In den folgenden vier Jahren konnte er jedoch weder im Weltcup noch im Continental Cup weitere Erfolge mehr erzielen und beendete daraufhin 1999 seine aktive Skisprungkarriere.